# Buzura panterinaria
Buzura panterinaria là một loài bướm đêm trong họ Geometridae.